# Leipziger Straße 13 (Magdeburg)

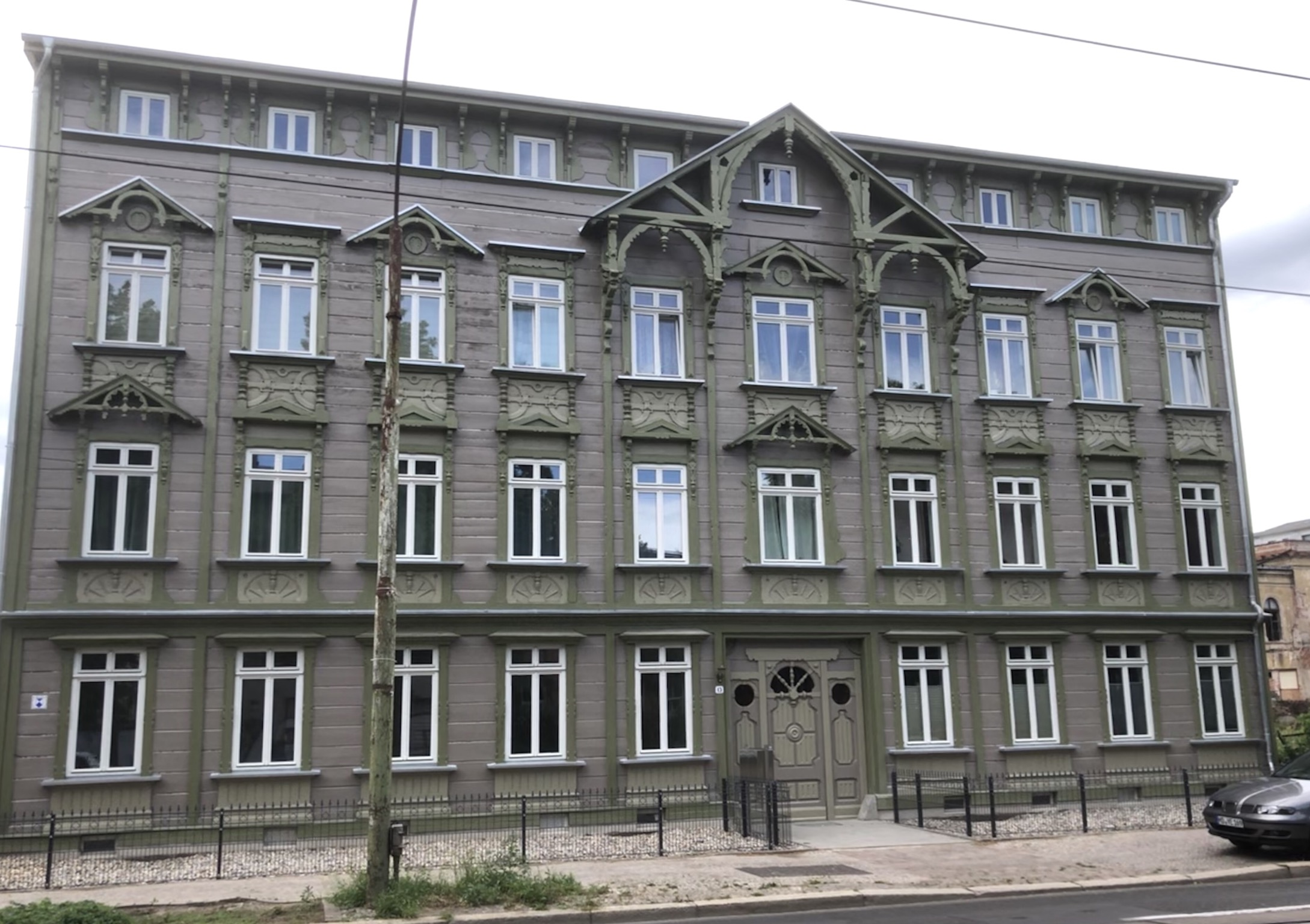
Wohnhaus Leipziger Straße 13 im Jahr 2020

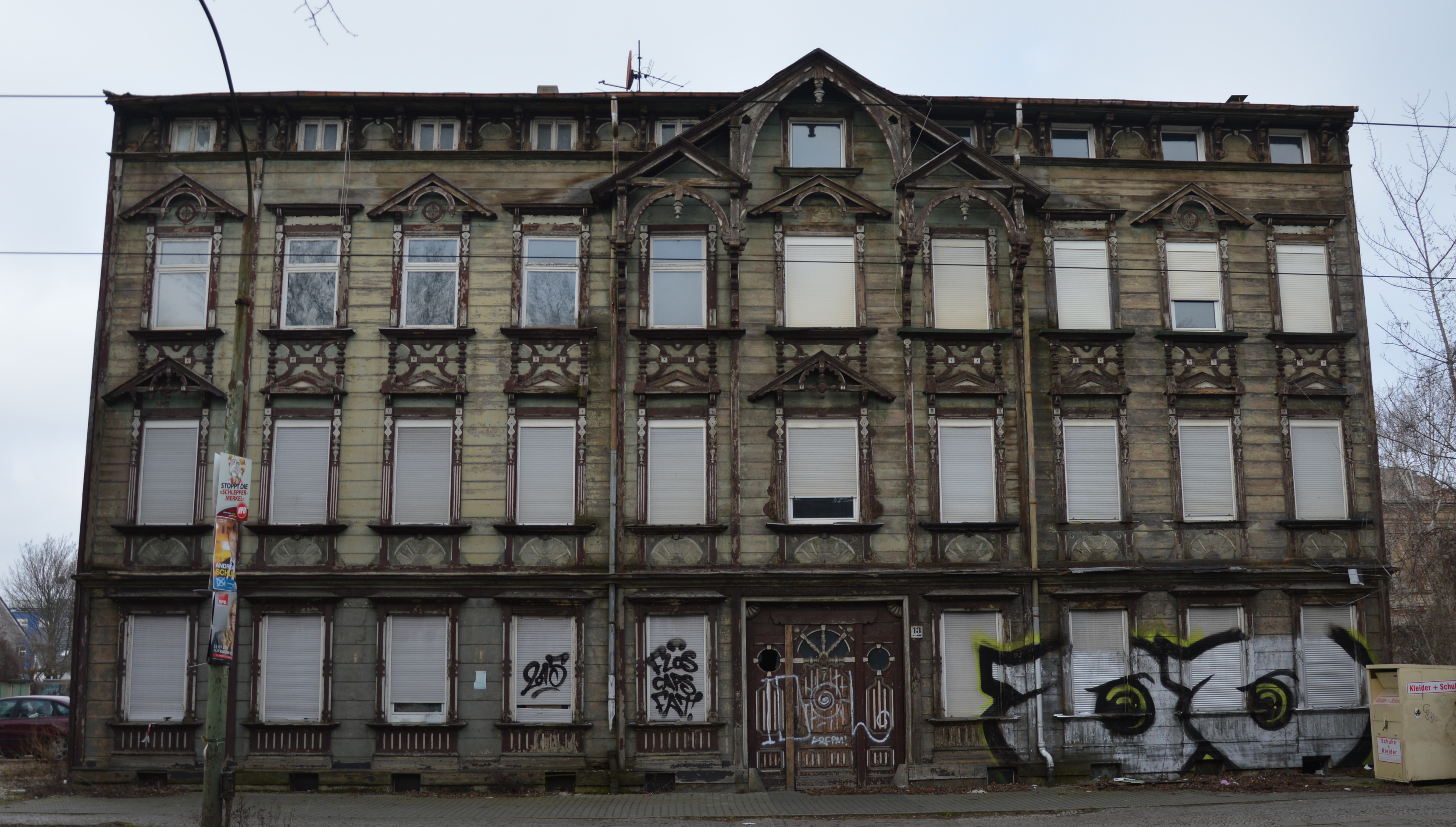
2016

Das Haus Leipziger Straße 13 ist ein denkmalgeschütztes Wohnhaus in Magdeburg in Sachsen-Anhalt.

## Lage
Es befindet sich auf der Westseite der Leipziger Straße im Magdeburger Stadtteil Leipziger Straße. Nördlich grenzt das Grundstück des Kristall-Palasts Magdeburg an.

## Geschichte und Architektur
Das dreieinhalbgeschossige Fachwerkhaus wurde im Jahr 1885, nach anderen Angaben 1886 für den Zimmermeister Albert Julius Hitzeroth errichtet. Es gehört zu den sogenannten Rayonhäusern, die entsprechend spezieller Bauvorschriften im Vorfeld der Festung Magdeburg errichtet wurden und so gebaut werden mussten, dass sie im Kriegsfall schnell abbrechbar waren. Das Gebäude ist mit einer kompletten waagerechten Holzverschalung versehen, die an einigen Stellen mit Ornamenten bemalt ist. Durch aufgebrachte Schattenfugen entsteht der Eindruck einer Putzrustika. Die Fassade ist zehnachsig angelegt und mit Elementen im Stil der Neorenaissance versehen. Oberhalb der Achsen fünf bis sieben befindet sich ein aufwendig gestalteter hölzerner steiler Ziergiebel mit einer Neigung von 40 Grad. Er verfügt über ein kurzes Schwebedach, welches 80 Zentimeter über das Gesims hinaus ragt. Unterhalb des Schwebedachs befindet sich ein hölzerner Spitzbogen und seitlich hiervon zwei Dreiecksgiebel. Der Giebel ist mit Hängewerk in neobarocken Formen gestaltet. Es finden sich dort Verzierungen aus gesägten und gedrechselten Elementen. Die Verschalung springt im Bereich dieser Achsen zwölf Zentimeter als flacher Risalit vor. Die Fenster der mittleren der drei Achsen sind im ersten und zweiten Obergeschoss mit einem eigenen Schwebedach betont. Die erste Achse wird ebenfalls mittels eines vorgetäuschten Vorsprungs betont und ist zusätzlich angefügt.
Das Erdgeschoss ist von den oberen Geschossen durch ein vorspringendes Gesims abgegrenzt. Der Hauseingang befindet sich in der sechsten Achse. Die Fensterrahmungen sind einfach gestaltet und verfügen über eine gesimsartige Fensterbank. Die Brüstungsfelder des Erdgeschosses sind in die Rahmung einbezogen und senkrecht verbrettert. Die Brüstungsfelder des ersten Obergeschosses sind mit jeweils einer Fächerrosette verziert, die aus aufgenagelten Brettern gebildet wird. Die Fenster selbst werden durch Pilaster gerahmt, auf denen giebelartige Fensterverdachungen ruhen. Im zweiten Obergeschoss sind die Brüstungsfelder mit dekupierten Beschlagwerk versehen. Die Fensterverdachungen sind hier im Wechsel als Giebel- und Gesimsverdachungen ausgeführt.
Das Haus verfügt über einen Drempel und ist mit einem flachen Satteldach bedeckt. Teile der Verzierungen des Hauses erinnern an den in der Möbelgestaltung im 19. Jahrhundert typischen sogenannten Altdeutschen Stil.
Im örtlichen Denkmalverzeichnis ist das Wohnhaus unter der Erfassungsnummer 094 17069 als Baudenkmal verzeichnet.
Es gilt als städtebaulich und architektonisch bedeutsames Rayonhaus und befindet sich in einem Bereich, in dem mehrere Häuser dieses Typs erhalten sind.
Das Gebäude stand längere Zeit leer und war dringend sanierungsbedürftig. 2019/2020 wurde eine Sanierung des Hauses durchgeführt.